# Alain Robert

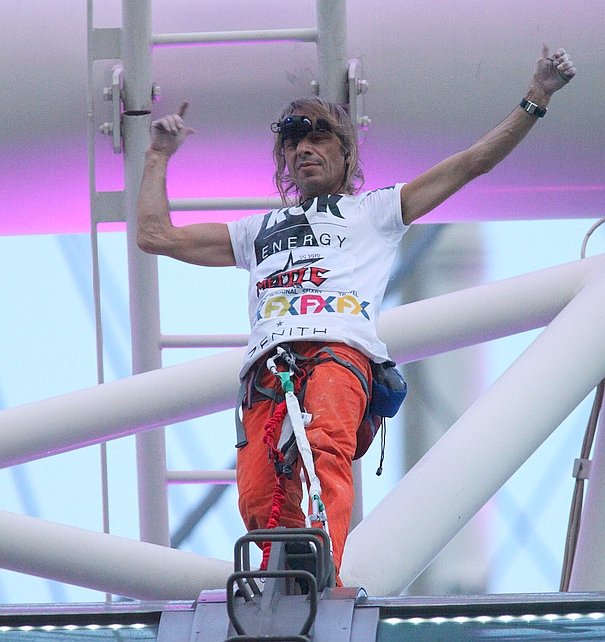
Alain Robert, 2010

Alain Robert (Valence, 7 augustus 1962) is een Franse beklimmer van gebouwen. Hij is bekend geworden door zijn vele, vaak illegale, beklimmingen van een aantal van de hoogste gebouwen ter wereld. Hij staat ook wel bekend als Spider-Man, genoemd naar de stripfiguur.
Zijn beklimmingen doet hij onaangekondigd. Tijdens zijn klim naar boven wordt hij dan vanzelf wel opgemerkt. Soms wordt hij dan bij aankomst op het dak gearresteerd door de wachtende politie.
Naar eigen zeggen heeft hij tijdens zijn leven zeven keer een grote val gemaakt. Op 29 september 1982 raakte zijn touw los tijdens het abseilen en viel hij 20 meter naar beneden waarna hij vijf dagen in coma bleef.
In 1999 was Robert kandidaat in het programma Wedden dat..?, waar hij binnen vier minuten een hoog gebouw in Brussel ongezekerd moest beklimmen, dit lukte allemaal en Robert won de Wedden dat..?-trofee.
Alain Robert is getrouwd en heeft drie kinderen.

## Beklimmingen
Alain Robert heeft een groot aantal gebouwen beklommen. Dit zijn onder andere:
- Beide torens van de Petronas Twin Towers in Kuala Lumpur
- De Eiffeltoren, de Grande Arche en de Tour Montparnasse in Parijs
- Het Empire State Building in New York
- One Canada Square in Londen
- De Golden Gate Bridge in San Francisco
- De Burj Khalifa in Dubai
- Taipei 101 in Taipei
- Jin Mao Tower in Shanghai
- Het Sydney Opera House en de Sydney Tower in Sydney
- Het Luxor Hotel in Las Vegas
- De Federatietoren in Moskou
- Cheung Kong Center in Hongkong
- Four Seasons Hotel in Las Vegas
- Exact Headquarter in Delft
- Torre Agbar, nu Torre Glòries in Barcelona
- 166 meter hoge kantoor van Deutsche Bahn in Frankfurt.[1]